# Lviv Cycling Team (equipo femenino)
El Lviv Cycling Team (código UCI: LCW) es un equipo ciclista femenino de Ucrania de categoría amateur.

## Clasificaciones UCI
Las clasificaciones del equipo y de su ciclista más destacado son las siguientes:
| Temporada | Clasificación por equipos | Mejor corredor | Posición |
| 2019      |                           |                |          |

## Palmarés
Para años anteriores véase: Palmarés del Lviv Cycling Team.

### Palmarés 2022

#### UCI WorldTour
| Fechas | Carreras | Ganadora |

#### UCI ProSeries
| Fechas | Carreras | Ganadora |

#### Calendario UCI Femenino
| Fechas        | Carreras                | Ganadora             |
| 19 de febrero | Gran Premio Velo Alanya | Viktoriia Yaroshenko |

#### Campeonatos nacionales
| Fechas | Carreras | Ganadora |

## Plantillas
Para años anteriores, véase Plantillas del Lviv Cycling Team

### Plantilla 2019
| Integrantes del equipo 2019 | Integrantes del equipo 2019 | Integrantes del equipo 2019 | Integrantes del equipo 2019 |
| Corredor                    | Fecha de nacimiento         | Equipo previo               |                             |
| --------------------------- | --------------------------- | --------------------------- | --------------------------- |
| Yúliya Biriukova            | 24 de enero de 1998         |                             |                             |
| Viktoriya Bondar            | 25 de septiembre de 1995    |                             |                             |
| Oksana Kliachina            | 11 de septiembre de 1997    |                             |                             |
| Tetiana Klimchenko          | 8 de mayo de 1994           |                             |                             |
| Valeriya Kononenko          | 14 de mayo de 1990          | SC Michela Fanini (2017)    |                             |
| Daryna Marynyuk             | 14 de mayo de 1999          |                             |                             |
| Anna Nahirna                | 30 de septiembre de 1988    |                             |                             |
| Olena Sharha                | 21 de diciembre de 1986     |                             |                             |
| Hanna Solovéi               | 31 de enero de 1992         | Parkhotel Valkenburg (2018) |                             |
| Viktoriia Yaroshenko        | 12 de julio de 1999         |                             |                             |
| Valeriia Zalizna            | 25 de abril de 1996         |                             |                             |
|                             |                             |                             |                             |
| Fuente: UCI                 |                             |                             |                             |